# Settar Tanrıöğen
Settar Tanrıöğen est un acteur de cinéma et de télévision turc, né le 22 octobre 1960 à Denizli.
Il a été diplômé d'archéologie et de l'histoire de l'art à l'Université Hacettepe.

## Filmographie
- Bir Aşk Uğruna (1994) - Musa
- Aziz Ahmet (1994) - Travesti kuaför
- Eşkıya (1996) - Kız Naci
- Bir Demet Tiyatro (1997) - Saldıray
- Yara (1998)
- Güneş Yanıkları (2000) - Akif
- Şarkıcı (2000)
- İki Oda Bir Sinan (2002) - Ali Cengiz
- Hızma (2002) - Cabbar Ağa
- Yazı Tura (2003) - Zeyyat
- Hadi Uç Bakalım (2003) - Balamir
- Alacakaranlık (2003) - Feyzo
- 2 Süper Film Birden (2005) - Hakan
- Takva (2005) - Ali Bey
- Ödünç Hayat (2005) - Nusret
- Hayatımın Kadınısın (2006) - Sadi
- Karınca Yuvası (2006) - Şeref
- Polis (2006) - Hayri
- Kader (2006) - Bekir'in babası
- Ayda (2007) - Macit
- Kutsal Damacana (2007) - Üfürükçü hoca
- Gece Gündüz (2008) - Kemal
- Kolay Gelsin (2008) - Settar
- Nokta (2008)
- Vavien (2009) - Cemal
- L'Étrangère (2010)
- Çınar Ağacı (2010)
- Çoğunluk (Majority) (2010)
- Ayrılık (2010)
- Babam Sağolsun - (2011) - Ali
- Sultan (2012)
- İki Kafadar: Chinese Connection (2013)
- Yağmur: Kıyamet Çiçeği(2014) - Erkan
- Urfalıyım Ezelden (2014) - Mehmet Bozoğlu
- Baba Candır (2015) - Salih
- 2020 : Bir Başkadır (série télévisée)